# Fragment (musikalbum)
Fragment är ett musikalbum med Den akademiska damkören Linnea och Linköpings Akademiska Orkester.

## Innehåll
1. Bara för dig (text Tove Ditlevsen, musik Hans Lundgren)
2. Nada de turbe (text Teresa av Ávila, musik Joan Szymko)
3. Tre diskantsatser (musik Alice Tegnér)
  1. O Salve Regina
  2. Ave Maria
  3. Godnattsång
4. Christ be with me (text en:Saint Patrick's Breastplate, musik Kerstin Evén)
5. Himlen sa det väl nog (text Magnus Nilsson, musik Elise Einarsdotter)
6. Önskan (text Karin Boye, musik Elise Einarsdotter)
7. Fragment (musik Hans Lundgren)
  1. Intro
  2. Älska mig (text Maria Wine)
  3. Nu jävlar (text Bodil Malmsten)
  4. Du måste vara stark (text Märta Tikkanen)
  5. Din famn (text Görel Söderberg)
  6. Du sökte en kvinna (text Edith Södergran)
  7. Jag vill möta (text Karin Boye)
8. Kyrie eleison (musik Kristina Forsman)
9. Litanies à la Vierge Noir (text: bön från Rocamadour, musik Francis Poulenc)

## Medverkande
- Merete Ellegaard — dirigent
- Linköpings Akademiska Orkester
- Jonathan Brandt — cello